# Etsha 13
Etsha 13 è un villaggio del Botswana situato nel distretto Nordoccidentale, sottodistretto di Ngamiland West. Il villaggio, secondo il censimento del 2011, conta 2.377 abitanti.

## Località
Nel territorio del villaggio sono presenti le seguenti 2 località:
- Etsha No 11 di 123 abitanti,
- Etsha No 12 di 194 abitanti